# Tennessee Nights
Pour plus de détails, voir Fiche technique et Distribution.
Tennessee Nights est un film américain réalisé par Nicolas Gessner et sorti en 1989.

## Fiche technique
- Titre alternatif : Tennessee Waltz
- Réalisation : Nicolas Gessner
- Scénario : Laird Koenig d'après un roman de Hans Werner Kettenbach (de)
- Production :  Condor Films, Allianz Filmproduktion, Intermonda
- Photographie : Pio Corradi
- Musique : Gabriel Yared
- Montage : Marie-Thérèse Boiché
- Durée : 105 minutes
- Date de sortie: 6 août 1989 (Festival de Locarno)

## Distribution
- Julian Sands : Wolfgang Leighton
- Stacey Dash : Minnie
- Ed Lauter
- Ned Beatty : Charlie Kiefer
- Denise Crosby : Sally Lomas
- Brian McNamara : Hewitt
- Rod Steiger : Juge Prescott
- Wallace Wilkinson
- Johnny Cash : lui-même